# 奥山淑英
奥山　淑英（おくやま　よしひで、1974年 ）は、日本の実業家。サンコーインダストリー株式会社代表取締役社長。

## 人物
大阪府東大阪市出身。佛教大学社会学部社会学科

卒業。大学卒業後に、ライブハウス勤務を経て2003年にサンコーインダストリー株式会社入社。2012年に代表取締役社長に就任。会社は祖父の奥山好太郎が1948年に「三興鋲螺」として大阪市北区末広町に木ねじ専門問屋として設立した。現在は物流とIT化の総合的戦略の推進を加速させ、「ないねじはない」を合言葉に約180万アイテムを取り扱うねじ関連の専門商社である。2019年よりウメダエフエムBe Happy78,9MHz!!毎月第1第3月曜日19:00から放送のラジオ番組「情報ノーサイド」のパーソナリティを務める。